# Scriptania michaelseni
Scriptania michaelseni is een vlinder uit de familie van de uilen (Noctuidae). De wetenschappelijke naam van de soort is als Agrotis michaelseni voor het eerst geldig gepubliceerd in 1899 door Otto Staudinger.